# Várad (folyóirat)
Várad – Nagyváradon 2002 januárjában alapított folyóirat. Tematikáját a fejlécben szereplő „irodalom, művészet, társadalom, tudomány” jelzi.

## Alapítói, szerkesztői, tartalma
Alapítói (Indig Ottó, Barabás Zoltán, Gittai István, Lipcsei Márta) azt az űrt kívánták betölteni, amely a Kelet–Nyugat 1996-os megszűnésével Nagyvárad és általában a Partium magyar szellemi életében támadt. A kezdeményező csoporttól a kiadást később a Nagyváradi Ady Társaság vette át, 2006 februárjától a folyóirat gazdája a Bihar megyei önkormányzathoz tartozó „Várad” önálló gazdálkodású kulturális közintézmény lett.
Főszerkesztője Indig Ottó László, majd halála után 2006-tól Szűcs László volt 2021-ig. Szerkesztők: Barabás Zoltán, Gittai István, Lipcsei Márta, Szilágyi Aladár, Tavaszi Hajnal. Grafikusa Újvárossy László. Kéthavonkénti lapnak indult, később havonta jelent meg. A versrovat szerkesztője Kinde Annamária, főmunkatársai: Boka László, Péter I. Zoltán, Pomogáts Béla, Varga Gábor.
Eredeti szépirodalmi anyagában nem csak Nagyvárad és a Partium alkotói számára nyújtott közlési lehetőséget, hanem más erdélyi régiók költőinek, prózaíróinak is teret adott (Bogdán László, Demény Péter, Egyed Péter, Gál Éva Emese, Király Farkas, Lászlóffy Csaba, Sántha Attila, Zsidó Ferenc), szívesen közöl Erdélyből elszármazottaktól (Csiki László, Czegő Zoltán, Kenéz Ferenc, Kocsis István, Láng Gusztáv, Pusztai János) s kortárs magyarországi alkotóktól is (Bertha Zoltán, Hubay Miklós, Kalász Márton, Pomogáts Béla, Serfőző Simon).
Fordítóműhely-rovatának kettős célja: teret biztosítani új műfordítóknak és ablakot nyitni a jelenkori világirodalomra: a kortárs svéd, norvég és izlandi irodalomból Sall László, Sulyok Vince és az időközben elhunyt Mervel Ferenc, a német irodalomból Balázs Ildikó és Lipcsei Márta fordításain át, a román irodalomból Fábián Imre, Fábián Sándor, Goron Sándor, Kinde Annamária, Molnár Judit, Szűcs László fordításában közölt a Várad verset, prózát.
Tanulmány, ill. Művészet rovatában nem csak Nagyvárad helytörténetének ismert kutatói közölnek (Kupán Árpád, Péter I. Zoltán, Visky István), hanem a magyar tudományosság kiváló személyiségei is (Demény Lajos Bukarestből, Gábos Zoltán Kolozsvárról, Toró Tibor Temesvárról), továbbá a művészeti élet elismert képviselői (pl. Szabó József színházi rendező, Újvárossy László festőművész). A 2006-os varsói nemzetközi plakát-biennále alkalmából egész katalógusra való képzőművészt mutatott be a Várad. Személyes vonatkozású irodalmi emlékeket elevenített fel Fábián Sándor Lakóim voltak című sorozatában (2005/6-tól).
A József Attila-centenáriumra (2005/2), a Horváth Imre-centenáriumra (2006/6), az 1956-os magyar forradalom 50 éves évfordulójára (2006/5) különszámokat jelentettek meg (utóbbi témában kiemelkedően fontos Kupán Árpádnak az 1956-os bihari eseményekről átfogó képet nyújtó nagy tanulmánya: A pártbüró jelenti… 2006/6), de megemlékezett a Várad Ady Endre születésének 130. évfordulójáról, Dsida Jenő születésének centenáriumáról (2007/6), a vásárhelyi találkozó 70. évfordulójáról (2007/12).
2004-ben prózapályázatot hirdetett meg, 2005-ben irodalmi riport- és négysoros-pályázatot, az erre beérkezett írásokat az eredményhirdetés után az olvasóközönség is megismerhette (Várad, 2004/5, 2006/2).
2007 óta Törzsasztal-esteket szervezett (társszervező a Nagyváradról elszármazott Kőrössi P. József költő, a budapesti Noran Kiadó vezetője), amelyeknek keretében a kortárs magyar irodalom jeles alkotóit (többek között Bodor Ádámot, Konrád Györgyöt) ismertette meg a váradi közönséggel. 2008-ban saját kiadványt is jelentetett meg, Urszinyi Mária festészeti albumát.
2021-től a lap a Bihar Megyei Tanács döntése következtében elveszítette jogi önállóságát, a Gheorge Șincai Megyei Könyvtár részlegeként működik tovább, a korábbi nyolc helyett három  munkatárssal. A döntés miatt Szűcs László 2021 januárjában távozott főszerkesztői posztjáról. Főszerkesztőként továbbra is irányítja a 2021-ben újonnan létrehozott Újvárad című kulturális folyóiratot és portált, melynek kiadója továbbra is a Holnap Kulturális Egyesület. A nyomtatott változat vezető szerkesztője a korábbi laptól átjött Kemenes Henriette költő, műfordító lett.